# Bicheno
Bicheno es un pueblo de la costa oriental de la isla de Tasmania (Australia). Se trata de un punto de interés para el visitante debido a su magníficos paisajes, playas, clima y la cercanía del Parque Nacional Douglas-Apsley. Tiene una población de 711 habitantes.
Su nombre es en honor al administrador colonial y naturalista James Ebenezer Bicheno (1785-1851) 
- Datos: Q2335428
- Multimedia: Bicheno / Q2335428

1. ↑  Worldpostalcodes.org, código postal n.º 7215.